# 12. Feldartillerie-Brigade (Deutsches Kaiserreich)
Die 12. Feldartillerie-Brigade war ein Großverband der Preußischen Armee.

## Geschichte
Die 12. Feldartillerie-Brigade  wurde zum 1. Oktober 1899 in Neiße aufgestellt und am 16. Februar 1917 zum Artillerie-Kommandeur 12 umfunktioniert, dem damit die taktische Führung der gesamten Feld- und schweren Artillerie oblag.
Sie war Teil der 12. Division, die dem VI. Armee-Korps in Breslau zugeordnet war.

### Gliederung
- 1899 bis 1914

Feldartillerie-Regiment von Clausewitz (1. Oberschlesisches) Nr.21 und 2. Oberschlesisches Feldartillerie-Regiment Nr.57
- Kriegsgliederung beim Mobilmachung 1914

Wie vor
- Kriegsgliederung am 20. März 1918

Feldartillerie-Regiment von Clausewitz (1. Oberschlesisches) Nr.21 und Fußartillerie-Bataillon Nr. 68

### Erster Weltkrieg
Mit Kriegsbeginn wurde die Brigade im Verband der 12. Division  bis zum Jahresende 1916 an der Westfront eingesetzt, wurde an die Ostfront verlegt und kam Ende Mai 1917 in den Westen zurück. 
Zu den Kampfhandlungen, Gefechten und Schlachten siehe Kampfgeschehen der 12. Division.

### Brigadekommandeure
| Name                           | Datum                                 |
| ------------------------------ | ------------------------------------- |
| Paul Zedler                    | 1. Oktober 1899 bis 27. Mai 1903      |
| Georg Müller                   | 28. Mai 1903 bis 20. März 1908        |
| Hugo Berndt                    | 21. März 1908 bis 21. April 1912      |
| Konrad Ewald Nathanael Zietlow | 22. April 1912 bis 22. September 1915 |
| Hans Freiherr von Steinäcker   | 23. September 1915 bis 28. April 1917 |
| Carl Nehbel                    | 29. April 1917 bis 2. Oktober 1918    |
| Paul Graßhoff                  | 3. Oktober 1918 bis Kriegsende        |
| Georg von Heimburg             | 18. Januar 1919 (Demobilisierung)     |